# Selección femenina de fútbol sub-17 de Trinidad y Tobago
La selección femenina de fútbol sub-17 Trinidad y Tobago es la representante de Trinidad y Tobago en las competiciones internacionales de su categoría.

## Estadísticas

### Copa Mundial Sub-17
| Edición | Resultado       | PJ              | PG              | PE              | PP              | GF              | GC              |
| ------- | --------------- | --------------- | --------------- | --------------- | --------------- | --------------- | --------------- |
| 2008    | No se clasificó | No se clasificó | No se clasificó | No se clasificó | No se clasificó | No se clasificó | No se clasificó |
| 2010    | Fase de grupos  | 3               | 1               | 0               | 2               | 3               | 4               |
| 2012    | No se clasificó | No se clasificó | No se clasificó | No se clasificó | No se clasificó | No se clasificó | No se clasificó |
| 2014    | No se clasificó | No se clasificó | No se clasificó | No se clasificó | No se clasificó | No se clasificó | No se clasificó |
| 2016    | No se clasificó | No se clasificó | No se clasificó | No se clasificó | No se clasificó | No se clasificó | No se clasificó |
| 2018    | No se clasificó | No se clasificó | No se clasificó | No se clasificó | No se clasificó | No se clasificó | No se clasificó |
| 2022    | No se clasificó | No se clasificó | No se clasificó | No se clasificó | No se clasificó | No se clasificó | No se clasificó |
| 2024    | No se clasificó | No se clasificó | No se clasificó | No se clasificó | No se clasificó | No se clasificó | No se clasificó |

### Campeonato Femenino Sub-17 de la Concacaf
| Edición | Resultado       | PJ              | PG              | PE              | PP              | GF              | GC              |
| ------- | --------------- | --------------- | --------------- | --------------- | --------------- | --------------- | --------------- |
| 2008    | Fase de grupos  | 3               | 1               | 1               | 1               | 6               | 10              |
| 2010    | No se clasificó | No se clasificó | No se clasificó | No se clasificó | No se clasificó | No se clasificó | No se clasificó |
| 2012    | Fase de grupos  | 3               | 0               | 1               | 2               | 0               | 7               |
| 2013    | Fase de grupos  | 3               | 0               | 0               | 0               | 0               | 26              |
| 2016    | No se clasificó | No se clasificó | No se clasificó | No se clasificó | No se clasificó | No se clasificó | No se clasificó |
| 2018    | No se clasificó | No se clasificó | No se clasificó | No se clasificó | No se clasificó | No se clasificó | No se clasificó |
| 2022    | Fase de grupos  | 3               | 0               | 0               | 3               | 1               | 19              |
| 2024    | No se clasificó | No se clasificó | No se clasificó | No se clasificó | No se clasificó | No se clasificó | No se clasificó |

## Últimos y próximos encuentros
| Fecha                | Ciudad        | Local             |                              | Partido |                              | Visitante         | Racha | Competición                                  |
| -------------------- | ------------- | ----------------- | ---------------------------- | ------- | ---------------------------- | ----------------- | ----- | -------------------------------------------- |
| 23 de abril de 2022  | Santo Domingo | Trinidad y Tobago | Bandera de Trinidad y Tobago | 3:5     | Bandera de Panamá            | Panamá            | No    | Campeonato Sub-17 de la Concacaf de 2022     |
| 25 de abril de 2022  | Santo Domingo | Nicaragua         | Bandera de Nicaragua         | 4:0     | Bandera de Trinidad y Tobago | Trinidad y Tobago | No    | Campeonato Sub-17 de la Concacaf de 2022     |
| 27 de abril de 2022  | Santo Domingo | México            | Bandera de México            | 10:0    | Bandera de Trinidad y Tobago | Trinidad y Tobago | No    | Campeonato Sub-17 de la Concacaf de 2022     |
| 26 de agosto de 2023 | Willemstad    | Curazao           | Bandera de Curazao           | 0:5     | Bandera de Trinidad y Tobago | Trinidad y Tobago | Sí    | Campeonato Sub-17 de la Concacaf de 2024 (Q) |
| 28 de agosto de 2023 | Willemstad    | Islas Caimán      | Bandera de Islas Caimán      | 0:4     | Bandera de Trinidad y Tobago | Trinidad y Tobago | Sí    | Campeonato Sub-17 de la Concacaf de 2024 (Q) |
| 30 de agosto de 2023 | Willemstad    | Trinidad y Tobago | Bandera de Trinidad y Tobago | 0:6     | Bandera de El Salvador       | El Salvador       | No    | Campeonato Sub-17 de la Concacaf de 2024 (Q) |